# بطولة العالم لسباق الدراجات على الطريق 1971
بطولة العالم لسباق الدراجات على الطريق 1971 هي الدورة ال44 من بطولة العالم لسباق الدراجات على الطريق، أجريت في منديريسو، سويسرا.

## برنامج المسابقات
رجال
- سباق الطريق ضد الساعة.
- سباق الطريق ضد الساعة للفرق.

سيدات
- سباق الطريق المداري.

## النتائج النهائية
| المسابقة              | ذهبية               | فضية                      | برونزية                         |
| --------------------- | ------------------- | ------------------------- | ------------------------------- |
| الرجال                |                     |                           |                                 |
| سباق الطريق ضد الساعة | إيدي ميركس (بلجيكا) | فيليتشي جيموندي (إيطاليا) | سيريل جويمارت (فرنسا)           |
| الفريق البطل          | بلجيكا              | هولندا                    | بولندا                          |
| السيدات               |                     |                           |                                 |
| سباق الطريق المداري   | Anna Konkina (URS)  | Morena Tartagni (إيطاليا) | Keetie van Oosten-Hage (هولندا) |